# Boliviela bispinosa
Boliviela bispinosa är en insektsart som beskrevs av Nielson 1988. Boliviela bispinosa ingår i släktet Boliviela och familjen dvärgstritar. Inga underarter finns listade i Catalogue of Life.